# Дикамилло, Кейт
Кейт Дикамилло (англ. Katrina Elizabeth "Kate" DiCamillo; род. 1964) — американская детская писательница.

## Биография
Родилась в Филадельфии, её отец был зубным техником (ортодонтом), мать — учительницей. В возрасте пяти лет по медицинским показаниям Кейт переехала в Клермон, штат Флорида, с матерью и старшим братом Куртом, который стал впоследствии историком архитектуры.
Её отец остался в Пенсильвании, продал свою ортодонтическую практику и в семью так и не вернулся.
Кейт Дикамилло получила степень бакалавра по специальности «английский язык» во Флоридском университете в 1987 году, после чего некоторое время работала во Флориде. В возрасте 30 лет переехала в Миннеаполис, где работала на книжном складе. Эта работа вдохновила её на сочинение книг для детей и после встречи с представителем издательства Candlewick Press, Кейт издала свою первую книгу «Спасибо Уинн-Дикси» (англ. Because of Winn-Dixie).
Книга Дикамилло 2003 года «Приключения мышонка Десперо» (англ. The Tale of Despereaux) была написана по просьбе сына её друга, Люка Бейли, который попросил её написать о сказочном герое с «исключительно большими ушами».

## Признание
- Книга «Приключения мышонка Десперо» в 2004, а книга «Флора и Одиссей: блистательные приключения» (англ. Flora & Ulysses: The Illuminated Adventures) — в 2014 году были удостоена высшей награды США за произведение для детей — Медали Ньюбери[4].

- Библиотека Конгресса назначила Кейт Дикамилло Национальным послом детской  литературы[англ.] на 2014—2015 годы[5][6][7].

## Экранизации и инсценировки

### Кино
- В 2005 году книга «Спасибо Уинн-Дикси» была экранизирована компанией 20th Century Fox.
- Студия Universal Pictures выпустила мультфильм «Приключения Десперо» 19 декабря 2008 года[8].
- В 2021 году для канала Disney+ снят художественный фильм по повести «Флора и Одиссей».
- В 2022 вышел полнометражный фильм по повести «Парящий тигр».
- В 2020 году запущен в производство мультфильм по книге «Слониха фокусника (Как слониха упала с неба)».
- New Line Cinema планировала экранизировать «Удивительное путешествие кролика Эдварда», но этот проект не был реализован.

### Театр
- В 2011 году в Челябинском государственном областном театре кукол им. Вольховского состоялась премьера спектакля «Удивительное путешествие кролика Эдварда».
  - Спектакль стал лауреатом 2012 года Национальной театральной премии «Золотая маска» в номинациях: «Лучшая работа режиссёра» (Александр Борок) и «Лучшая работа художника» (Захар Давыдов)[9].
- В 2018 году в Новгородском театре для детей и молодежи «Малый» состоялась премьера спектакля «Удивительное путешествие кролика Эдварда» в постановке режиссёра Надежды Алексеевой.
- В 2018 году на сцене РГГУ состоялась премьера спектакля «Удивительное путешествие кролика Эдварда» в постановке режиссёра независимого проекта ТК РГГУ «Тёрка» Яны Окландер. Впоследствии спектакль был показан в Центральной детской библиотеке № 46 им И. З. Сурикова и в библиотеке № 29 города Москвы.
- 2022 — спектакль «Чудо-свинка Марси Уотсон» (Великолукский драматический театр, реж. Екатерина Кочнева, перевод О. Варшавер)[10].

### На русском языке
На русском языке книги Дикамилло выходили в переводе Ольги Варшавер.
- ДиКамилло, К. Удивительное путешествие кролика Эдварда. — М.: Махаон, 2008. — ISBN 978 5 389 00021 6.
- ДиКамилло, К. Спасибо Уинн-Дикси. — М.: Махаон, 2008. — ISBN 978-5-389-03604-8.
- ДиКамилло, К. Приключения мышонка Десперо. — М.: Махаон, 2008. — ISBN 978-5-389-00164-0.
- ДиКамилло, К. Как слониха упала с неба. — М.: Махаон, 2009. — ISBN 978-5-389-00031-5.
- ДиКамилло, К. Парящий тигр. — М.: Махаон, 2011. — ISBN 978-5-389-01616-3.
- ДиКамилло, К. Флора и Одиссей: блистательные приключения. — М.: Махаон, 2014. — ISBN 978-5-389-07635-8.
- ДиКамилло, К. Свинка Мила. Весёлые приключения. — М.: Махаон, 2011. — ISBN 978-5-389-00030-8.
- ДиКамилло, К. Свинка Мила — настоящая принцесса. — М.: Махаон, 2011. — ISBN 978-5-389-00943-1.
- ДиКамилло, К. Свинка Мила. Новые приключения. — М.: Махаон, 2011. — ISBN 978-5-389-01236-3.
- ДиКамилло, К. Бинк и Голли. — М.: Махаон, 2017. — 88 с. — ISBN 978-5-389-12519-3.
- ДиКамилло, К. Бинк и Голли. Заглянем в будущее!. — М.: Махаон, 2017. — 88 с. — ISBN 978-5-389-12520-9.
- ДиКамилло, К. Бинк и Голли. Друзья не разлей вода. — М.: Махаон, 2018. — 88 с. — ISBN 978-5-389-12521-6.
- ДиКамилло, К. Райми Найтингейл – девочка с лампой. — М.: Махаон, 2020. — 192 с. — ISBN 978-5-389-10688-8.
- ДиКамилло, К. Луизиана находит дом. — М.: Махаон, 2019. — 160 с. — ISBN 978-5-389-15628-9.
- ДиКамилло, К. Беверли отправляется в путь. — М.: Махаон, 2021. — 160 с. — ISBN 978-5-389-16630-1.
- ДиКамилло, К. Пророчество о Беатрисе. — М.: Махаон, 2022. — 240 с. — ISBN 978-5-389-19585-1.

### На английском языке

#### Novels
- Because of Winn-Dixie (2000) / Спасибо Уинн-Дикси
- The Tiger Rising (2001) / Парящий тигр
- The Tale of Despereaux (2003) / Приключения мышонка Десперо
- The Miraculous Journey of Edward Tulane (2006) / Удивительное путешествие кролика Эдварда
- The Magician’s Elephant (2009) / Слониха фокусника (Как слониха упала с неба)
- Bink and Gollie (2010) / Бинк и Голли
- Bink and Gollie: Two for One (2012) / Бинк и Голли. Заглянем в будущее!
- Bink and Gollie: Best Friends Forever (2013) / Бинк и Голли. Друзья не разлей вода
- Flora and Ulysses: The Illuminated Adventures (2013) / Флора и Одиссей: блистательные приключения
- Raymie Nightingale (2016) / Райми Найтингейл – девочка с лампой
- Louisiana's Way Home (2018) / Луизиана находит дом
- Beverly, Right Here (2019) / Беверли отправляется в путь
- The Beatryce Prophecy (2021) / Пророчество о Беатрисе

#### Early chapter books
- Mercy Watson to the Rescue (2005) / Свинка Мила. Весёлые приключения
- Mercy Watson Goes for a Ride (2006) / Свинка Мила. Весёлые приключения
- Mercy Watson Fights Crime (2006) / Свинка Мила — настоящая принцесса
- Mercy Watson: Princess in Disguise (2007) / Свинка Мила — настоящая принцесса
- Mercy Watson Thinks Like a Pig (2008) / Свинка Мила. Новые приключения
- Mercy Watson: Something Wonky This Way Comes (2009) / Свинка Мила. Новые приключения Серия «Tales from Deckawoo Drive»

- Leroy Ninker Saddles Up (2014)
- Francine Poulet Meets the Ghost Raccoon (2015)
- Where Are You Going, Baby Lincoln? (2016)
- Eugenia Lincoln and the Unexpected Package (2017)

#### Picture books
- A Piglet Named Mercy (2019)
- Louise, the Adventures of a Chicken / Приключения курицы Луизы (2008), худ. Хэрри Блисс
- Great Joy (2007)